# مسابقة التوراة الدولية

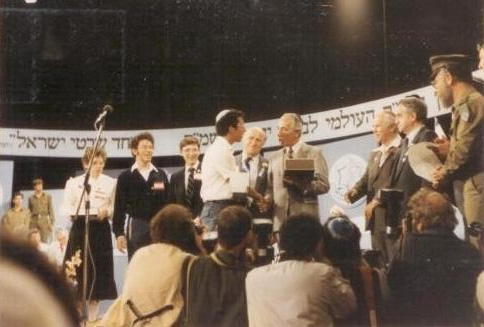

مسابقة التوراة الدولية (بالعبرية: חידון התנ"ך، حيدون هتناخ) (بالإنجليزية: International Bible Contest) هي مسابقة يهودية دولية تقام سنوياً في إسرائيل بالقدس المحتلة، المسابقة تكون بالمنافسة على التناخ (أكثر أسماء الكتاب المقدس العبري شيوعاً في الأوساط العلمية)، والمنافسة لطلبة المدارس الثانوية .
تحدث المسابقة في يوم الإستقلال الإسرائيلي (يوم هعتسماؤوت יום העצמאות) -يعتبره المسلمون والفلسطينيون يوم احتلال فلسطين- في 5 أيار . نظراً لارتباطه في وثيقة إعلان قيام دولة إسرائيل. وبما أن هذه المناسبة تكون عادة بدعم الحمومة الإسرائيلية فيحضر المسابقة عادة رئيس وزراء إسرائيل.

## المسابقة
الفائز يحصل على منحة دراسية لمدة 4 سنوات .